# Kampimodromus coryli
Kampimodromus coryli är en spindeldjursart som beskrevs av Meshkov 1999. Kampimodromus coryli ingår i släktet Kampimodromus och familjen Phytoseiidae. Inga underarter finns listade i Catalogue of Life.